# Friedrich von Anhalt

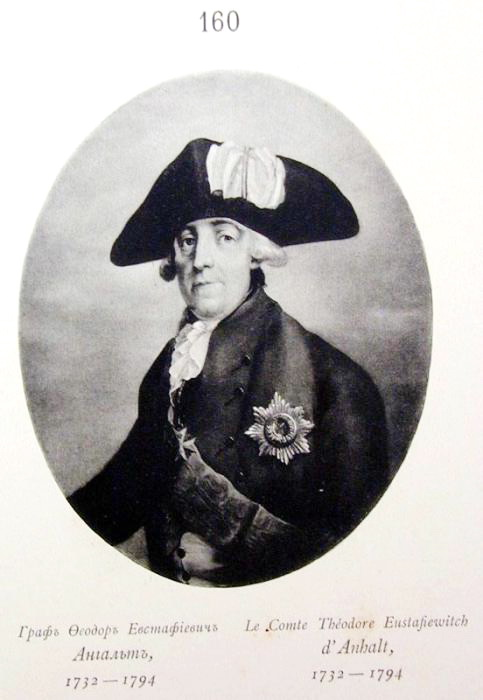
Friedrich von Anhalt (1732–1793)

Friedrich von Anhalt (* 21. Mai 1732 in Kleckewitz; † 2. Juni 1794 in Sankt Petersburg) war ein Graf von Anhalt aus dem Hause der Askanier sowie preußischer, sächsischer und russischer General.

## Herkunft
Friedrich war ein Sohn des Erbprinzen Wilhelm Gustav von Anhalt-Dessau (1699–1737) aus dessen morganatischer Ehe mit Johanne Sophie Herre (1706–1795). Die Ehe seiner Eltern wurde erst auf dem Totenbett des Vaters seinem Großvater Fürst Leopold I. gestanden. Die anempfohlenen Kinder dieser Ehe lebten zu jener Zeit auf Gut Kleckewitz bei Raguhn und der fürstliche Großvater holte lediglich den ältesten Bruder Friedrichs an den Dessauer Hof.
Der jüngere Bruder seines Vaters Fürst Leopold II. veranlasste schließlich 1749 die Erhebung der Witwe und ihrer Kinder als Gräfinnen und Grafen von Anhalt in den Reichsgrafenstand.

## Leben
Friedrich nahm an den Feldzügen des Zweiten Schlesischen Krieges teil. Er kam 1747 als Leutnant in das Infanterie-Regiment Nr. 10 dessen Chef sein Onkel der Generalfeldmarschall Dietrich von Anhalt-Dessau war und wurde 1749 dessen Generaladjutant. 1750 wurde er Adjutant von Leopold II. von Anhalt-Dessau und überbracht 1751 die Nachricht von dessen Tod nach Berlin. Im selben Jahr wurde er Flügeladjutant des preußischen Königs Friedrich II. und später Generalmajor. Nach der Schlacht bei Prag wurde er Major und Generaladjutant des Prinzen Heinrich. Nach der Schlacht bei Kolin übernahm er ein Grenadier-Bataillon. Im Gefecht bei Moys wurde er am Arm schwer verwundet und geriet in österreichische Gefangenschaft. Er erhielt beste ärztliche Betreuung, doch sein Arm blieb zeitlebens gelähmt. 1758 wurde er ausgetauscht und kam trotz seiner Verletzung in den Kriegsdienst zurück. In der Schlacht bei Zorndorf erwarb er sich dann den Pour le Mérite. 1768 wurde er Chef des ostpreußischen „Regiments Lehwaldt zu Fuß“. 1771 wurde er Generalmajor, 1776 trat er, da sein Regiment seit dem Siebenjährigen Krieg noch immer in Ungnade stand und er sich zurückgesetzt glaubte, aus dem preußischen Dienst aus und wechselte als Generalleutnant in die sächsische Armee und erhielt das „Regiment Thiele zu Fuß“. Schließlich ging er 1783 nach Russland. Dort erhielt er ein Gehalt von 12.000 Rubel und andere Vorteile. Er wurde Generaladjutant der Zarin Katharina II., die ihm auch die Leitung der Kadettenschule und das Präsidialamt der Ökonomischen Gesellschaft übertrug. Er wurde auf dem Wolkowo-Friedhof in St. Petersburg begraben.
Friedrich war Ritter des Andreas-, des Annen-, des Weißen Adlerordens und des Sankt-Stanislaus-Orden. Seit 1792 war er auswärtiges Mitglied der Preußischen Akademie der Wissenschaften.